# تردمار
تردمار (به اسپانیایی: Tordómar) یک شهرستان در اسپانیا است که در کاستیا و لئون واقع شده‌است.

## خصوصیات
تردمار ۳۰ کیلومترمربع مساحت و ۳۵۱ نفر جمعیت دارد.